# Épisodes du Crime est notre affaire
Cet article présente le pilote et les épisodes de la série télévisée Le crime est notre affaire.

## Épisodes

### Épisode pilote:Mr Brown
- Royaume-Uni : 9 octobre 1983 sur ITV
- France :

### Épisode 1:L'Affaire de la perle rose
- Royaume-Uni : 16 octobre 1983 sur ITV
- France :

### Épisode 2:Impasse au roi
- Royaume-Uni : 23 octobre 1983 sur ITV
- France :

### Épisode 3:La Mort à domicile
- Royaume-Uni : 30 octobre 1983 sur ITV
- France :

### Épisode 4:Le Mystère Sunningdale
- Royaume-Uni : 6 novembre 1983 sur ITV
- France :

### Épisode 5:La Fille du pasteur
- Royaume-Uni : 27 novembre 1983 sur ITV
- France :

### Épisode 6:Les Botillons de l'ambassadeur
- Royaume-Uni : 4 décembre 1983 sur ITV
- France :

### Épisode 7:L'Homme dans le brouillard
- Royaume-Uni : 11 décembre 1983 sur ITV
- France :

### Épisode 8:Un alibi en béton
- Royaume-Uni : 18 décembre 1983 sur ITV
- France :

### Épisode 9:La Femme disparue
- Royaume-Uni : 1er janvier 1984 sur ITV
- France :

### Épisode 10:Les Faussaires
- Royaume-Uni : 14 janvier 1984 sur ITV
- France :